# Illes Volcano
Les illes Volcano o Kazan (火山列島, Kazan Rettō) o illes Iwo (硫黄列島, Iō-rettō) són un arxipèlag de tres illes pertanyents al Japó, situades al sud de les illes Ogasawara i dependents del municipi d'Ogasawara. Les tres illes són volcans actius situats al nord de l'arc insular que s'estén fins a les illes Mariannes.

## Geografia
Les illes Volcano són:
- Kita Iwo Jima (北硫黄島 Kita-Iō-Tō, literalment: illa del sofre del nord), 5,57 km², 792 msnm (Sakaki-ga-mini).
- Iwo Jima (硫黄島 Iō-Tō, literalment: illa del sofre) 20,60 km², 166 msnm (Suribachi-yama).
- Minami Iwo Jima (南硫黄島 Minami-Iō-Tō, literalment: illa del sofre del sud) 3,54 km², 916 msnm.

A Iwo Jima hi ha una base de les Forces d'Autodefensa del Japó amb uns 400 efectius, la resta d'illes estan deshabitades.

## Història
Van ser descobertes el 1544 per una expedició capitanejada per Bernardo de la Torre, quan exploraven la ruta de tornada des de les Filipines a Mèxic, per encàrrec del virrei de Nova Espanya, i que havia estat iniciada al comandament de Ruy López de Villalobos.
Les illes van estar deshabitades fins al 1889, quan les dues illes del nord van ser poblades per colons japonesos procedents de les Illes Izu. Van ser annexionades al Japó l'any 1891.
Tenien una població d'uns 1.100 habitants el 1939, distribuïdes en cinc assentaments: Higashi, Minami, Nishi, Kita i Motoyama (que signifiquen: «est», «sud», «oest», «nord» i «muntanya central» respectivament) a Iwo Jima; i dos assentaments a Kita Iwo Jima: Ishino-emmuralla («poble Ishino») i Nishi-emmuralla («poblo oest»). L'administració municipal es localitzava a Higashi fins a 1940, quan el seu ajuntament es va integrar en l'administració d'Ogasawara. La població civil va ser evacuada durant la Segona Guerra Mundial.
A l'illa d'Iwo Jima es va produir la cèlebre batalla d'Iwo Jima durant la Segona Guerra Mundial.